# Floris Osmond
Floris Osmond, född 10 mars 1849, död 18 juni 1912, var en fransk metallograf.
Osmon var genom upptäckten av de inre omvandlingarna av järn och stål vid 700-900°C och genom införandet av termiska undersökningar av metaller en av den metallografiska forskningens föregångsmän.